# جوليان الفارس
جوليان الفارس (بالفرنسية: Julien El Fares)‏ مواليد 1 يونيو 1985 في آكس أون بروفانس، هو دراج فرنسي في صنف سباق الدراجات على الطريق.

## سجل النتائج

### المراكز
- حقق المركز الـ 49 في طواف إسبانيا 2009
- حقق المركز الـ 27 في سباق طواف فرنسا 2010
- حقق المركز الـ 40 في سباق طواف فرنسا 2011
- حقق المركز الـ 7 في طواف هوت فار 2015

## روابط خارجية
- جوليان الفارس على موقع الاتحاد الدولي للدراجات (الإنجليزية)
- جوليان الفارس على موقع أرشيف الدراجات (الإنجليزية)
- جوليان الفارس على موقع إحصائيات الدراجات الإحترافية (الإنجليزية)
- جوليان الفارس على موقع نسبة الدراجات (الإنجليزية)
- جوليان الفارس على موقع CycleBase (الإنجليزية)